# Cmentarz żydowski w Rutkach-Kossakach
Cmentarz żydowski w Rutkach-Kossakach – kirkut powstał prawdopodobnie pod koniec lat trzydziestych XX wieku. Obecnie brak po nim materialnego śladu. Nie zachowały się żadne macewy.